# Partido Democrático de Confianza Nacional
El Partido Democrático de Confianza Nacional (PDC) fue un partido político de Nicaragua, de ideología socialcristiana, fundado en 1986 por Javier Jiménez Herrero, escindido del Partido Social Cristiano (PSC).  
Adquirió su status legal en 1989 y ese mismo año, junto con otros 13 partidos, formó la coalición electoral Unión Nacional Opositora (UNO) para derrotar al presidente Daniel Ortega y a su partido oficialista Frente Sandinista de Liberación Nacional (FSLN) en las elecciones presidenciales del 25 de febrero de 1990. Estas las ganó el candidato Violeta Chamorro y el PDC obtuvo 5 de los 51 diputados de la UNO en la Asamblea Nacional de Nicaragua. En 1992 el PDC se fusionó con el Partido Popular Social Cristiano (PPSC) para formar la Unión Demócrata Cristiana (UDC). 